# Pałac Kryształowy w Madrycie

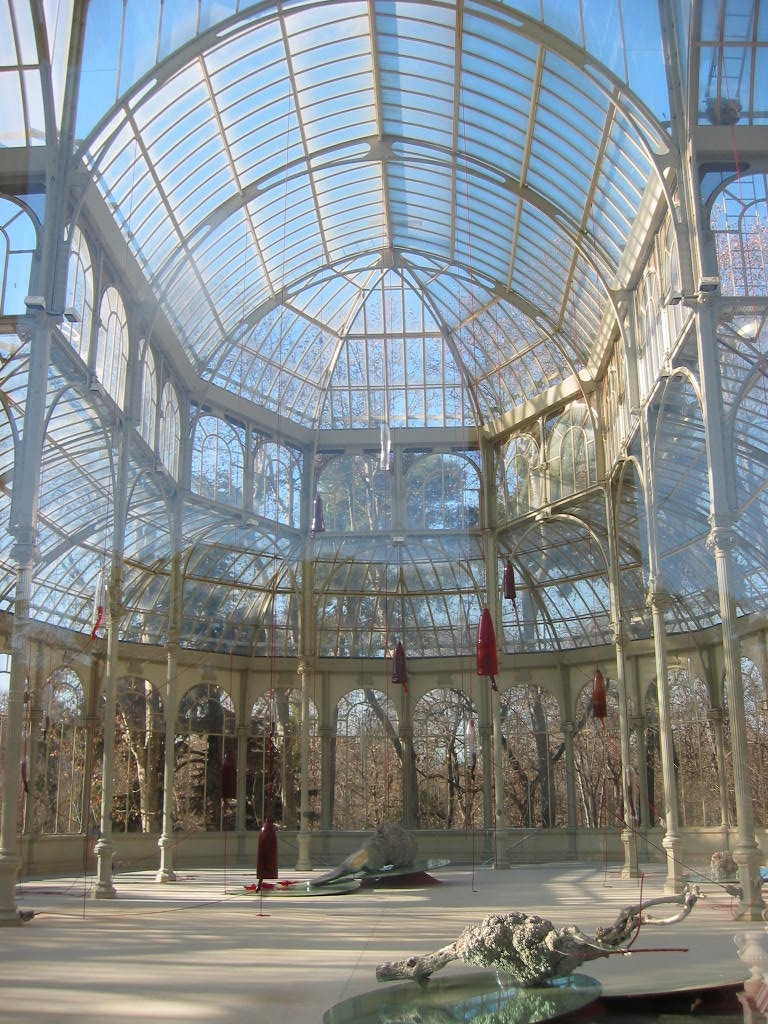
Wnętrze pałacu

Pałac Kryształowy (hiszp. Palacio de Cristal del Retiro lub Palacio de Cristal) – budowla w całości ze stali i szkła, skąd bierze on swoją nazwę, znajdująca się w Parku Retiro.
Pałac, wzorowany na londyńskim Crystal Palace, który zbudowano w 1887 roku, zaś konstruktorem pałacu był hiszpański architekt Ricardo Velázquez Bosco. Był wtedy pawilonem Filipin podczas wystawy prezentującej ówczesne hiszpańskie kolonie, oranżerią z egzotyczną roślinnością.
Wokół pałacu rozciąga się sztuczne jezioro na środku którego znajduje się fontanna a wokół porastają cypryśniki błotne, których korzenie znajdują się pod wodą. Pałac był częściowo próbą pokazania wielkości Hiszpanii w Europie i reszcie świata. Z czasem popadł on w ruinę. Na początku lat 90. XX wieku został starannie zrekonstruowany, w 1992 r. dobudowano do niego 3 duże pomieszczenia szklarniowe, które pełnią obecnie funkcję jako wystawy sztuki współczesnej, pokazywano tu m.in.: rzeźby Magdaleny Abakanowicz „Dwór króla Artura”. Pałac ten współcześnie należy do Muzeum Królowej Zofii w Madrycie.

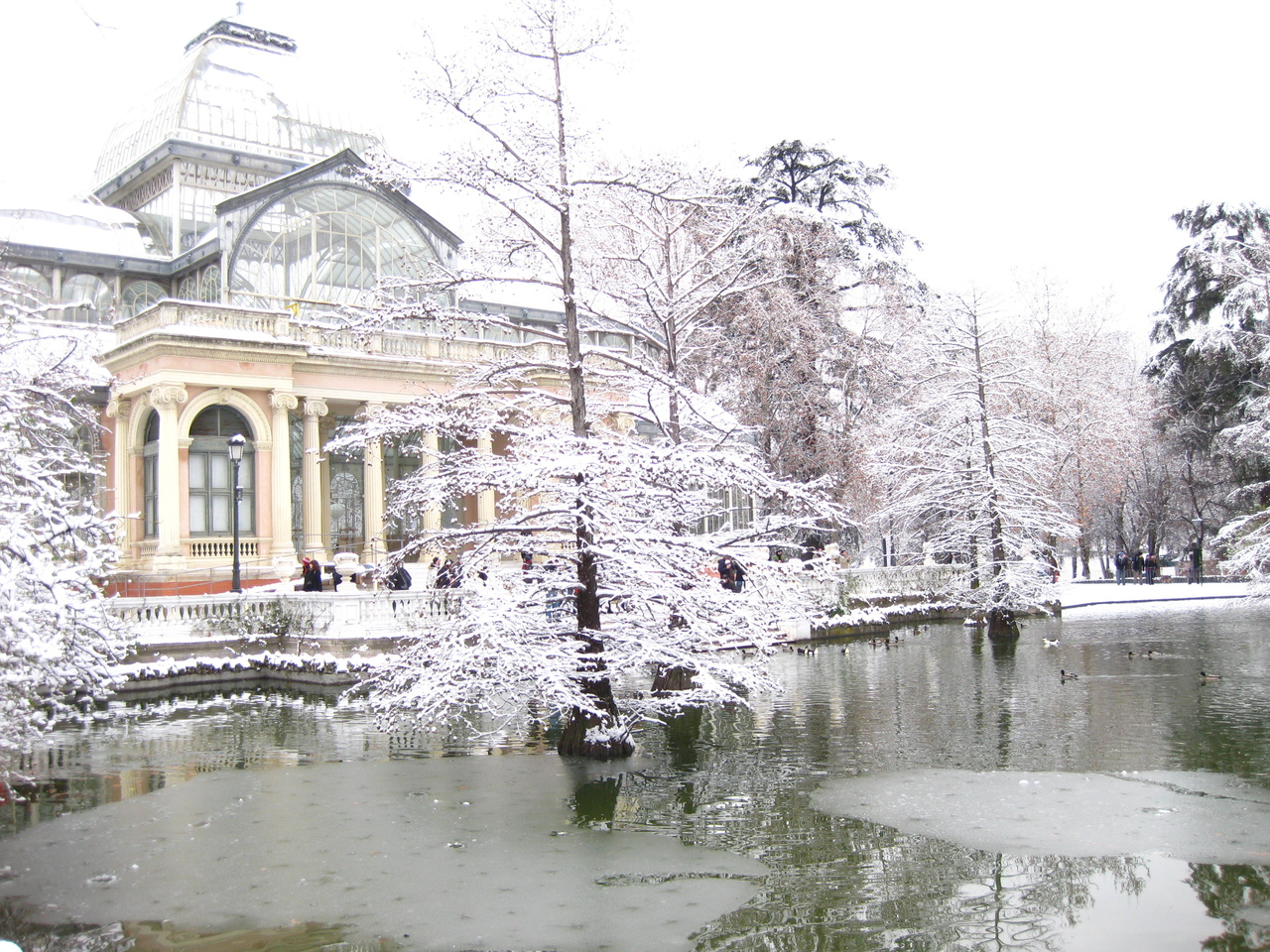
Pałac zimą
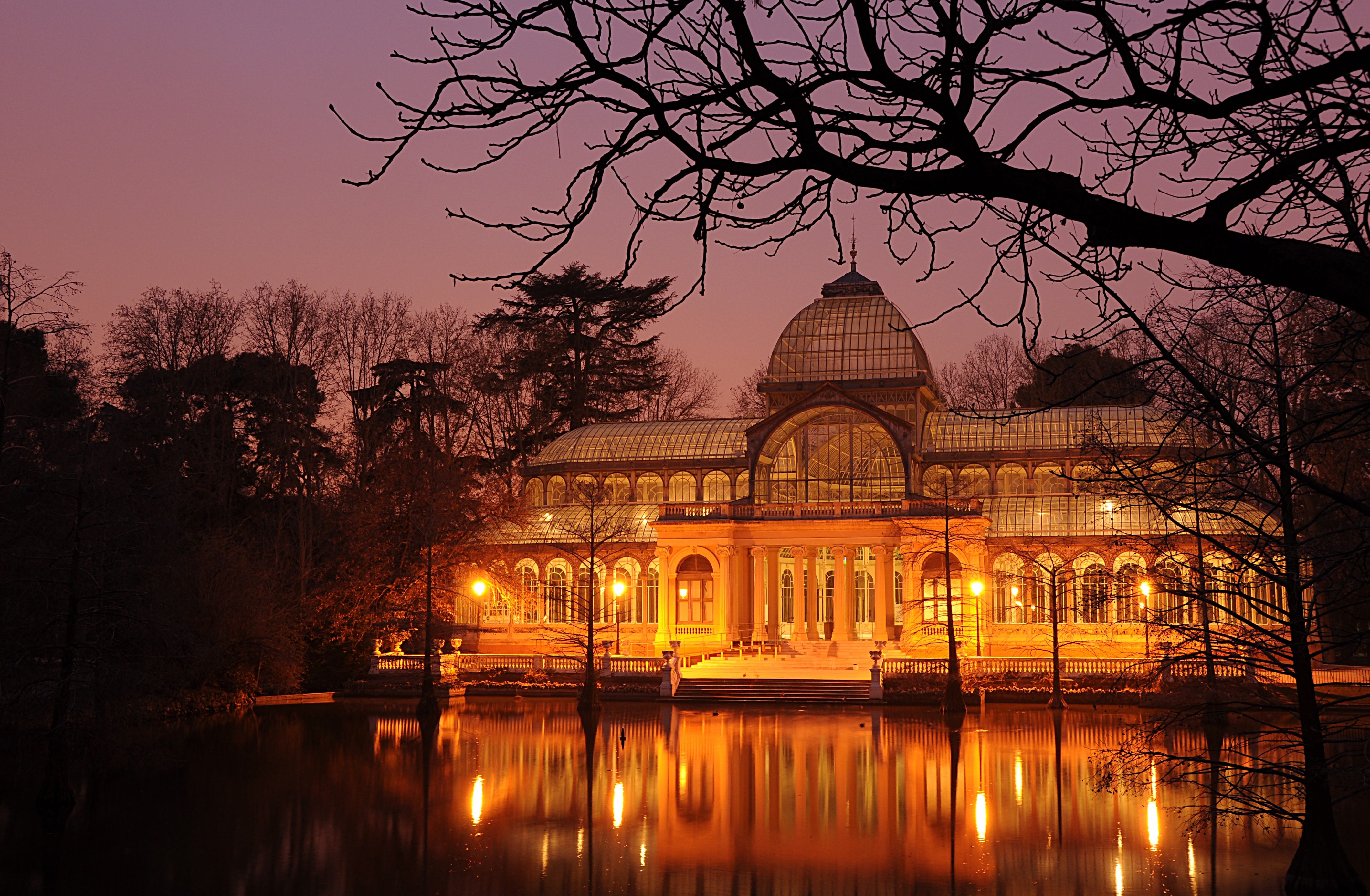
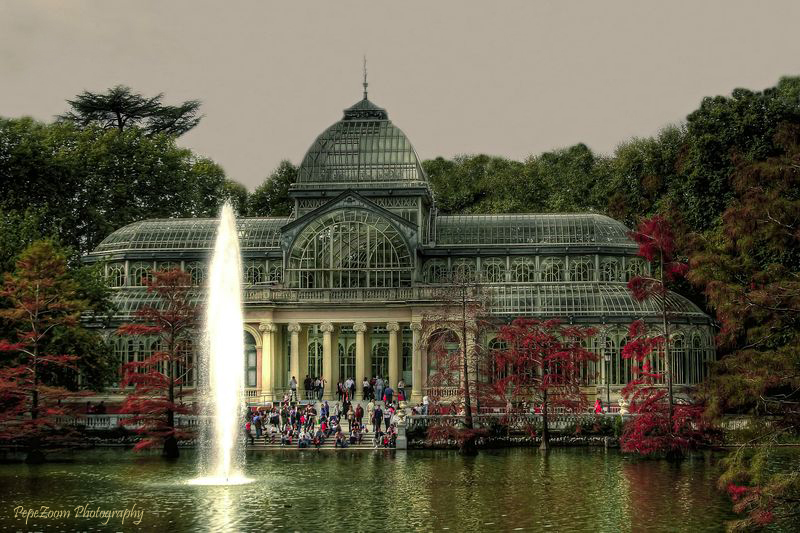
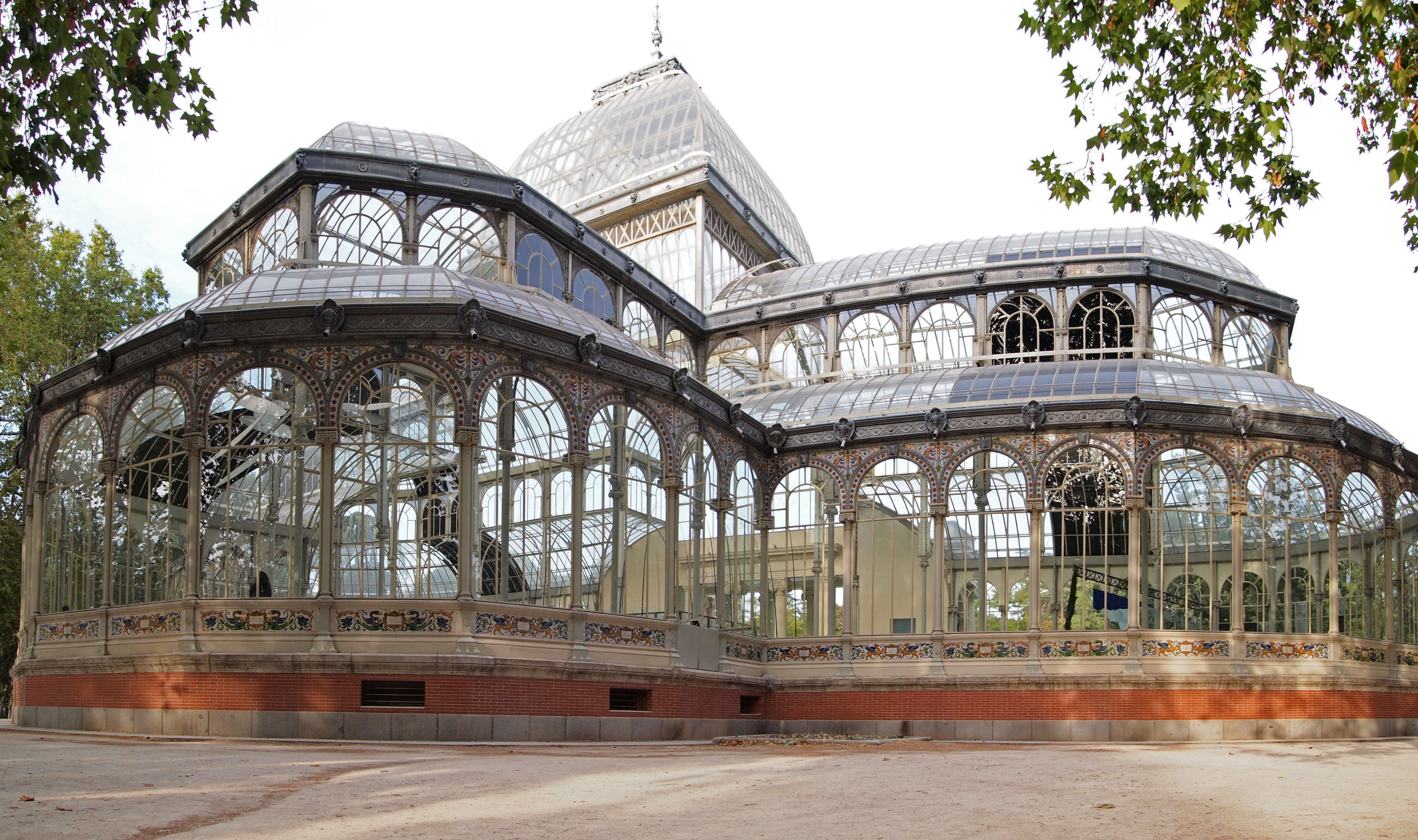
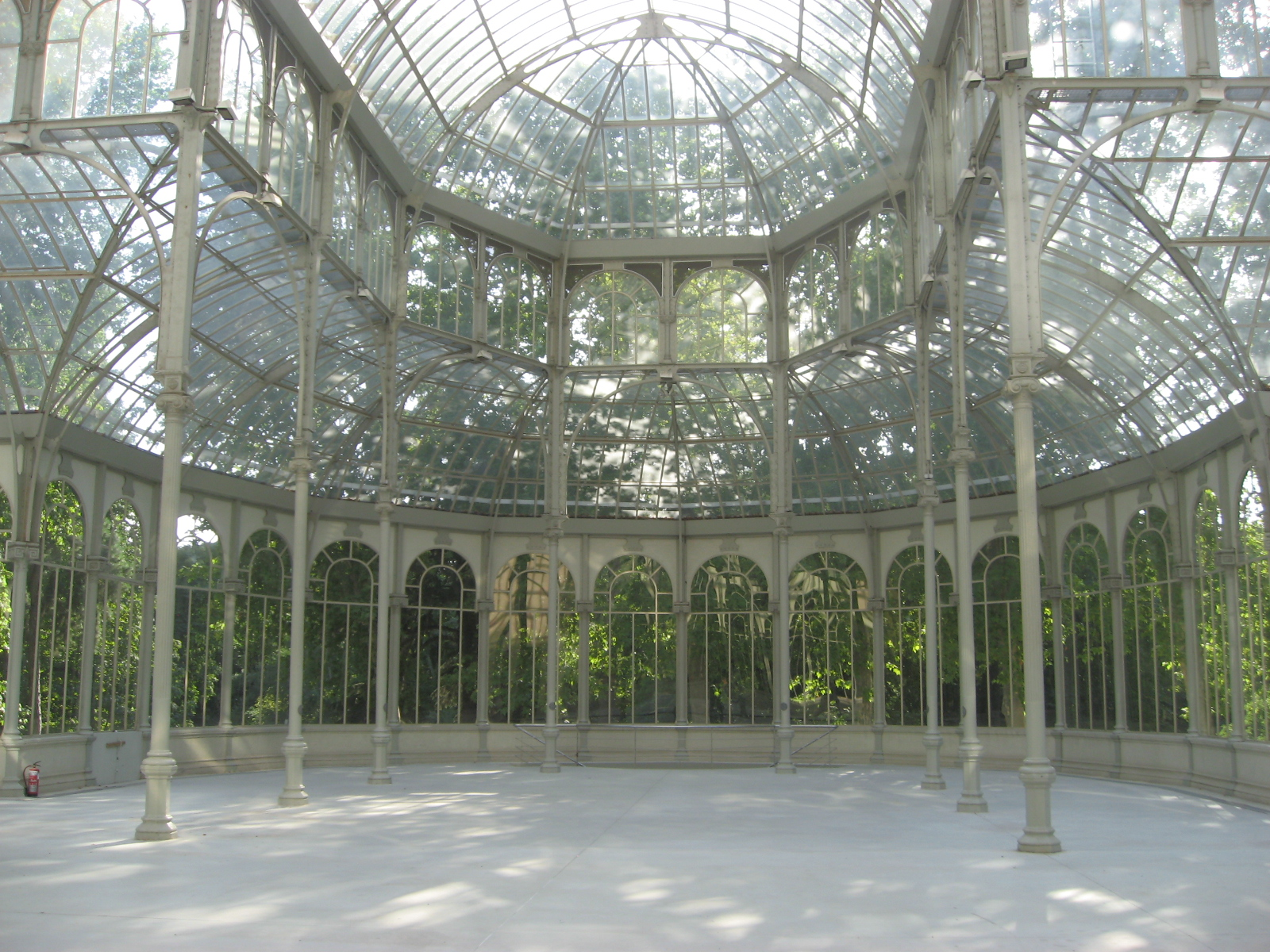